# Festival Internacional de Cinema de Realizadoras
O Festival Internacional de Cinema de Realizadoras (FINCAR) é um festival de cinema bienal realizado na cidade do Recife, em Pernambuco, que propõe a investigação dos processos criativos audiovisuais feitos por mulheres . O evento é produzido pela Orquestra Cinema Estúdios e Vilarejo Filmes mediante fomento do Governo de Pernambuco por meio do Funcultura Audiovisual. Através de parceria com a Federação Pernambucana de Cineclubes, o FINCAR também é responsável pela realização do Circuito Cineclubista FINCAR - FEPEC, possibilitando a exibição dos filmes do evento em outras cidades do Estado pernambucano. As produções são exibidas no Cinema São Luiz, Cinema da Fundação Joaquim Nabuco (ambos no Recife) e no Cine Teatro Bianor Mendonça Monteiro (em Camaragibe, na região metropolitana do Recife). O Festival também propícia debates pós-sessões de cinema para investir na formação de público e engajar os participantes em discussões políticas, provocativas e pertinentes à questões de gênero.

## Sobre
Criado em 2016, o Festival foi idealizado pela diretora artística e curadora do evento Maria Cardozo e pela produtora artística Lívia de Melo. Ambas pretendiam destacar a importância de se afirmar a autoria das mulheres no campo cinematográfico e de se debater com o público essas obras trazendo as realizadoras ao centro do debate. Desta forma, o festival acabou por ocupar o espaço antes preenchido pelo FEMINA, considerado o maior e mais antigo festival brasileiro dedicado às mulheres, que realizou sua décima primeira e última edição em 2014, devido a falta de patrocínio para os anos seguintes. Quanto ao foco de gênero no festival, o formato diz respeito apenas à realização da produção, que deve ser realizada por mulheres, sendo aceitos somente filmes que foram codirigidos com homens. Além disso, a direção artística, curadoria e produção do FINCAR é elaborado apenas por mulheres. 

## 1ª Edição (2016)
Durante a realização de sua primeira exibição, entre os dias 6 a 9 de julho, o FINCAR promoveu um debate em torno do cinema para tratar sobre a questão da mulher como observadora e observada. O conceito central da curadoria na estreia da mostra destacou a resistência de ser, olhar e lutar dos corpos femininos nas produções auidovisuais. Dentre as 2400 inscrições recebidas para participação no evento, a programação do festival apresentou 30 obras, entre curtas, médias e longas-metragens, de 19 países, além de uma rodas de diálogos que contou com a participação da pesquisadora e curadora Janaína Oliveira, a realizadora Yasmin Thayná (RJ), a atriz e artista visual Cíntia Lima (PE) e a realizadora Juliana Lima (PE).

## 2ª Edição (2018)
Realizada em 2018, a segunda edição do Festival contou com um aumento em sua programação exibindo, durante os dias 14 e 18 de agosto, 70 títulos de autoria feminina produzidos por realizadoras de diversas partes do mundo. Inclusive, de maneira inédita no festival, a diretora Patrícia Ferreira Pará Yxapy foi a primeira cineasta indígena convidada a exibir um filme na programação, com o média-metragem experimental que co-produziu com Sophia Pinheiro “Teko Haxy – Ser Imperfeita". Nesta edição, um total de 1168 filmes foram submetidos à curadoria, sendo 320 deles produzidos por brasileiras. 

## Ver Também
1. Lista de festivais de cinema
2. Cine PE